# Kenny Miller
Kenneth „Kenny” Miller (ur. 23 grudnia 1979 w Edynburgu) – szkocki piłkarz, występujący na pozycji napastnika.
Karierę zaczynał w zespole Hibernian F.C., gdzie grał w latach 1996–2000. W 45 występach w tym klubie zaliczył 12 bramek. W 1998 został wypożyczony na jeden rok do Stenhousemuir, następnie został kupiony przez Rangers F.C., gdzie rozegrał 30 spotkań strzelając 8 goli. W tym klubie spędził jedynie rok (2000–2001). Przez zespół z Glasgow został ponownie wypożyczony, tym razem do angielskiego klubu Wolverhampton Wanderers, gdzie strzelił 2 gole w 5 spotkaniach. Następnie został wykupiony przez tę drużynę i podpisał kontrakt na lata (2001–2006). Rozegrał 162 mecze, zdobywając 50 bramek. Kolejnym klubem w jego karierze był Celtic Glasgow. W 2007 roku Miller przeszedł za 3 miliony funtów do angielskiego Derby County. Obecnie powrócił znowu do Szkocji, ale nie do Celticu, lecz do Rangers F.C..
Kenny Miller jest powoływany do kadry narodowej Szkocji. Od 2001 zaliczył w jej barwach ponad 50 spotkań, w których strzelił kilkanaście bramek.
21 stycznia 2011 roku, Kenny Miller przeniósł się do tureckiego Bursasporu. Szkot związał się z klubem kontraktem do 2013 roku. Strzelił swoją pierwszą bramkę w debiucie z Sivassporem.
26 lipca 2011 podpisał kontrakt z Cardiff City.
W 2020 roku zakończył karierę.